# Hyden
La ville de Hyden est le siège du comté de Leslie, dans l'État du Kentucky, aux États-Unis. Elle comptait 365 habitants lors du recensement de 2010.

## Source
- (en) Cet article est partiellement ou en totalité issu de l’article de Wikipédia en anglais intitulé « Hyden, Kentucky » (voir la liste des auteurs).